# Алжиро-тунисские отношения
Алжиро-тунисские отношения — двусторонние дипломатические отношения между Алжиром и Тунисом. Протяжённость государственной границы между странами составляет 1034 км.

## История
Тунис сразу после провозглашения независимости в 1956 году стал претендовать на пересмотр в его пользу существовавшей алжиро-тунисской границы. Впервые этот вопрос тунисская дипломатия официально поставила перед правительством Франции в начале 1959 года, претендуя на территорию примерно в 25 тыс. кв. км. В 1961 году с временным правительством Алжирской Республики была достигнута договоренность вернуться к вопросу о границах после достижения Алжиром независимости.
В феврале 1963 года на совещании министров иностранных дел Туниса, Марокко и Алжира в Рабате тунисские дипломаты пытались обсудить с алжирцами спорные территориальные вопросы, однако алжирская сторона заявила, что обещания, данные временным правительством в период войны, не связывают правительство независимого Алжира.
В ноябре 1963 года в ходе алжиро-тунисских переговоров по общим вопросам двусторонних отношений тунисская делегация выдвинула план урегулирования пограничного конфликта путем совместной эксплуатации природных богатств (нефти и газа) на спорных территориях.
В январе 1967 года на спорном участке алжиро-тунисской границы произошел пограничный инцидент. Для его урегулирования была создана смешанная алжиро-тунисская комиссия, которая приняла решение о проведении работ по демаркации южной части алжиро-тунисской границы. 16 апреля 1968 года в результате работы комиссии было подписано соглашение о демаркации всей трассы алжиро-тунисской границы.
В течение 1970-х годов отношения между Алжиром и Тунисом осложнялись взаимными обвинениями в укрывательстве противников политического режима. В 1980-х годах в Алжире произошла политическая и экономическая либерализация общественной жизни, что сблизило страны и отношения между ними улучшились. Внешнеполитическая ориентация Алжира сместилась в сторону региональных проблем, а также в попытках создания в Северной Африке государства Магриба. В 1983 году Алжир и Тунис подписали Договор о братстве и согласии, что стало еще одним шагом в интеграционном процессе. Согласно положениям Договора, страны обязались уважать суверенитет и территориальную целостность, воздерживаться от поддержки повстанческих движений и воздерживаться от применения силы для разрешения дипломатических споров.
Тунис старался наладить крепкие дипломатические отношения с Алжиром в том числе и из-за проблем с соседней Ливией. В 1970-х годах Тунис поддержал стремление к независимости Сахарской Арабской Демократической Республики, чтобы ещё сильнее сблизиться с Алжиром. Страны связывает также и тесное экономическое сотрудничество: функционирует транснациональный трубопровод, который поставляет энергоресурсы из Алжира через Тунис в Италию. В 1987 году президент Туниса Хабиб Бургиба покинул пост, его преемник Зин аль-Абидин Бен Али продолжил политику на сближение страны с Алжиром.
В 1993 году Тунис и Алжир разрешили давний пограничный спор и участвовали в строительстве газопровода через территорию обеих стран для поставки природного газа в Италию. В 2002 году Тунис подписал соглашение с Алжиром о демаркации морской границы между двумя государствами. В 2011 году в Тунисе произошла революция, к власти пришли умеренные исламисты из Партии возрождения. Алжир негативно воспринял силовой захват власти в Тунисе, на границе между странами произошло несколько инцидентов, связанных с применением военнослужащими оружия. 9 февраля 2015 года Беджи Каид Эс-Себси посетил Алжир с двухдневным официальным визитом по приглашению своего коллеги Абделя Азиза Бутефлики. Лидеры обеих стран договорились соблюдать ранее достигнутые договоренности и стремиться к развитию двусторонних отношений.